# Macroalgue
Taxons concernés
Les macroalgues sont des algues multicellulaires visibles à l'œil nu qui vivent principalement dans les milieux aquatiques, notamment les océans, les mers, et certains cours d'eau. Elles forment un groupe extrêmement diversifié de près de 25 000 espèces décrites (environ 45 % d'algues rouges, 30 % d'algues brunes et 25 % d'algues vertes), aux propriétés bioactives et morphologies variées (allant de formes filamenteuses simples jusqu'à des formes plus complexes).

## Contribution à la production primaire des écosystèmes côtiers

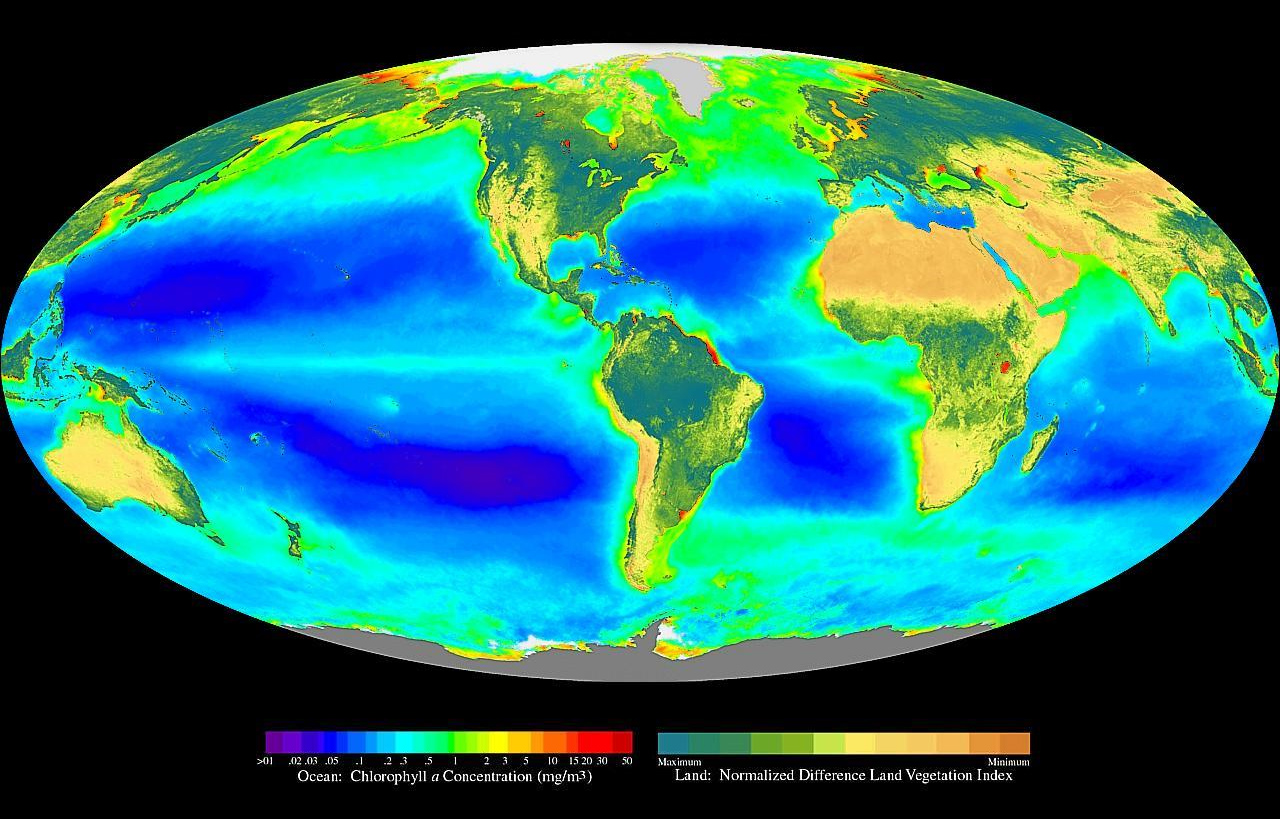
Production primaire dans l'océan mondial selon les données « couleur de l'océan » recueillies par le capteur SeaWiFS. Le côté rouge du spectre indique que l'activité chlorophyllienne océanique la plus importante se concentre sur les zones côtières dont les macroalgues sont fertilisées par les sels nutritifs liés à l'érosion des sols.

Les macroalgues jouent un rôle majeur dans le fonctionnement des écosystèmes côtiers du plateau continental. Les écologues marins estiment que la production primaire des macroalgues benthiques côtières représente 5 à 10 % de la production océanique globale (contre 90 à 95 % pour le phytoplancton qui constitue la base de la chaîne alimentaire aquatique), alors la surface des zones côtières correspond à 7 % de l'océan mondial.
Par leur production primaire, elles peuvent séquestrer environ 175 millions de tonnes de carbone chaque année sous forme de carbone organique dissous et particulaire, soit en l'enfouissant dans les sédiments côtiers, soit en l'exportant  vers les profondeurs marines,. Ce potentiel suscite des études documentant l'intérêt de l'algoculture dans la lutte contre le changement climatique,.
La production primaire algale (macroalgues benthiques et épiphytiques mais aussi microalgues benthiques, épiphytiques et planctoniques) constitue une source de nourriture importante pour de nombreux représentants de la faune (poissons herbivores, oursins, crustacés tels que crabes omnivores, amphipodes et isopodes, gastéropodes tels que les patelles, littorines, gibbules, aplysies et ormeaux dont le microbiote digestif varie en fonction du type de régime algal), en se positionnant à la base de la chaîne alimentaire côtière.
| |
| La plupart des macroalgues sont inféodées à différents étages de l'estran mais certaines algues brunes géantes sont des espèces ingénieures qui forment de véritables forêts sous-marines qui hébergent une faune et une flore aquatiques variées. |

| |
| La Littorine obtuse consomme l'épiderme des Fucales dont le broutage entraîne la production de phlorotanins, mais aussi les microalgues se développant à la surface de ces algues brunes,. |

## Exploitation
L'exploitation des goémons comme engrais remonte au moins au haut Moyen Âge. Elle a contribué pour une part importante à la réputation de la « ceinture dorée » de la Bretagne. Leur premier usage industriel a lieu au XVIe siècle dans les manufactures du verre et les fabriques de savon. La soude « naturelle » nécessaire à la réaction de saponification est en effet obtenue à partir des cendres de certaines plantes riches en sodium comme la Soude brûlée, les salicornes ou les algues. La température de fusion de la silice est abaissée par le carbonate de soude issue des cendres de bois mais avec l'épuisement des forêts, les verriers utilisent les cendres obtenues par le brûlage des algues brunes. Cette exploitation des algues décline avec la production industrielle du carbonate de sodium au XIXe siècle trois siècles plus tard mais en 1811, le chimiste Bernard Courtois découvre l'iode dans ces mêmes cendres, ce qui marque la deuxième période industrielle des algues. Les pains de soude de goémoniers sont livrés aux usines qui en extraient l'iode utilisé dans l'industrie de la photographie (iodure d'argent) et le domaine médical (teinture d'iode désinfectant les blessures externes). Aujourd'hui, des vestiges de cette époque sont encore visibles : ruines de fours à goémon et d'anciennes usines d'extraction d'iode
En raison de leur grande diversité chimique et de la bioactivité de leurs métabolites secondaires, les macroalgues présentent un intérêt commercial qui est surtout exploité depuis le XXe siècle : cosmétiques, industrie agroalimentaire (légumes, phycocolloïdes : épaississant, gélifiant, etc.), horticulture (plastique compostable), agriculture (engrais et substitut aux phytosanitaires chimiques), santé humaine (médicaments) et animale (substitut aux antibiotiques), bioénergie. Cet intérêt peut être une des causes de leur régression (ou extinction localement due à leur surexploitation) mais il peut également être valorisé à travers une filière algues bien maîtrisée.
La production mondiale de macro-algues (récolte et surtout culture d'algues brunes, rouges et vertes) explose au XXIe siècle : de 15 millions de tonnes en 2009, elle est passée à 25 millions de tonnes en 2016 (24 millions étant issues de l'algoculture). La Chine est le premier producteur mondial (64 % de la production mondiale) devant l'Indonésie (11 %) et l'Europe (1 %  dont la France à peine 0,3 %).

## Filière macroalgues
La filière macroalgues rassemble producteurs (récoltants à pied, pêcheurs, algoculteurs), les transformateurs, les fournisseurs de technologie, les organismes de recherche, les collectivités locales, les organismes locaux pertinents et autres parties prenantes.
Par exemple, la filière algues bretonne rassemble 1 500 chercheurs, génère 1 700 emplois  avec près de 80 entreprises de transformation et de commercialisation (groupe Roullier, Goëmar…), pour une valeur estimée à 424 M€ en 2015.